# Frigyes Karinthy
Frigyes Karinthy (Budapest, 25 giugno 1887 – Siófok, 29 agosto 1938) è stato uno scrittore, poeta, drammaturgo, psicologo, giornalista e traduttore austro-ungarico.
Tra gli autori ungheresi più popolari del ventesimo secolo, è stato il primo a proporre il concetto dei sei gradi di separazione nel suo breve racconto del 1929 Catene ("Láncszemek").

## Traduzioni
- Charles Dickens: Két város regénye (Racconto di due città / A Tale of Two Cities)
- Heinrich Heine: Mit nekem már cifra zsoltár… (Laß die heiligen Parabolen)
- Stephen Leacock: Rosszcsirkeff Mária és társai
- Stephen Leacock: Gertrúd, a nevelőnő
- A. A. Milne: Micimackó (Winnie-the-Pooh)
- A. A. Milne: Micimackó kuckója (The House at Pooh Corner)
- Christian Morgenstern
- Luigi Pirandello: Hat szerep keres egy szerzőt (Sei personaggi in cerca d'autore)
- Jonathan Swift: Gulliver utazásai (Gulliver)
- Mark Twain: Tom Sawyer kalandjai (Tom Sawyer)
- Metta V. Victor: Egy komisz kölök naplója
- Frank Wedekind - Novellák (Novellen)